# Climat de l'Aisne
Pour un article plus général, voir Aisne (département).
Le climat de l'Aisne est de type océanique dégradé frais et humide. Le niveau des précipitations est dans la moyenne nationale, cependant l’ensoleillement et les températures moyennes sont parmi les plus faibles de France. 

## Climat à Saint-Quentin

### Valeurs climatiques
Pour la ville de Saint-Quentin (98 m), les valeurs climatiques de 1961 à 1990 sont :
| Mois                              | jan. | fév. | mars | avril | mai  | juin | jui. | août | sep. | oct. | nov. | déc. | année |
| --------------------------------- | ---- | ---- | ---- | ----- | ---- | ---- | ---- | ---- | ---- | ---- | ---- | ---- | ----- |
| Température minimale moyenne (°C) | 0    | 0,4  | 2,2  | 4,2   | 7,6  | 10,3 | 11,9 | 11,8 | 9,8  | 7    | 3    | 0,9  | 5,7   |
| Température moyenne (°C)          | 2,3  | 3,4  | 5,8  | 8,6   | 12,3 | 15,2 | 17,1 | 17,1 | 14,6 | 10,8 | 5,9  | 3,2  | 9,7   |
| Température maximale moyenne (°C) | 4,6  | 6,3  | 9,4  | 13    | 17   | 20,1 | 22,3 | 22,3 | 19,4 | 14,7 | 8,7  | 5,6  | 13,6  |
| Précipitations (mm)               | 57,1 | 47,5 | 57,1 | 50,2  | 63   | 66,2 | 59,5 | 51,6 | 56,7 | 59,1 | 68,1 | 61,1 | 697,1 |

### Ensoleillement
Pour la ville de Saint-Quentin, les valeurs d'ensoleillement de 1961 à 1990 (en nombre d'heures) sont :
| Mois          | Jan  | Fev  | Mar   | Avr   | Mai | Jui   | Jui   | Aou   | Sep   | Oct   | Nov  | Dec  | Année  |
| ------------- | ---- | ---- | ----- | ----- | --- | ----- | ----- | ----- | ----- | ----- | ---- | ---- | ------ |
| Saint-Quentin | 50.4 | 83.5 | 119.6 | 166.8 | 205 | 209.7 | 219.3 | 205.8 | 161.6 | 118.9 | 69.9 | 47.5 | 1658.2 |

### Climat à Saint-Quentin
La station météorologique la plus proche est située à l'aérodrome de Saint-Quentin - Roupy sur le territoire de la commune de Fontaine-lès-Clercs à 7 km au sud-ouest de la commune. Ouverte en 1933, l'installation de la station a été déplacée en 1972 au sein de l'aérodrome.
Les relevés de la station météo ci-dessous sont issus des dernières statistiques officielles.
| Mois                                        | jan.          | fév.            | mars            | avril          | mai            | juin           | jui.           | août           | sep.           | oct.            | nov.            | déc.             | année          |
| ------------------------------------------- | ------------- | --------------- | --------------- | -------------- | -------------- | -------------- | -------------- | -------------- | -------------- | --------------- | --------------- | ---------------- | -------------- |
| Température minimale moyenne (°C)           | 0,6           | 0,6             | 3               | 4,5            | 8,2            | 10,6           | 12,5           | 12,4           | 10,1           | 7,3             | 3,6             | 1,3              | 6,2            |
| Température moyenne (°C)                    | 3             | 3,6             | 6,8             | 9,3            | 13             | 15,7           | 18             | 17,9           | 14,9           | 11,1            | 6,4             | 3,6              | 10,3           |
| Température maximale moyenne (°C)           | 5,5           | 6,6             | 10,6            | 14             | 17,9           | 20,7           | 23,4           | 23,4           | 19,6           | 14,9            | 9,3             | 5,9              | 14,3           |
| Record de froid (°C) date du record         | −20 17/1/1985 | −18,6 14/2/1956 | −11,5 13/3/2013 | −8 12/4/1978   | −2,1 7/5/1979  | 0 1/6/1936     | 3,3 18/7/1984  | 0,9 12/8/1985  | −1 20/9/1952   | −4,8 28/10/2003 | −9,6 24/11/1998 | −14,6 31/12/1970 | −20 17/1/1985  |
| Record de chaleur (°C) date du record       | 14,9 5/1/1999 | 20 7/2/1978     | 23,1 25/3/1955  | 27,8 18/4/1949 | 31,2 28/5/2017 | 36,6 28/6/1947 | 40,7 25/7/2019 | 37,9 12/8/2003 | 31,8 11/9/1947 | 27,8 1/10/2011  | 25 9/11/1977    | 16,8 16/12/1989  | 40,7 25/7/2019 |
| Ensoleillement (h)                          | 68            | 75              | 128,3           | 174,8          | 198,7          | 203,5          | 208,2          | 206,6          | 162,1          | 116,9           | 66,7            | 51,1             | 1 659,9        |
| Précipitations (mm)                         | 57,2          | 48              | 57,7            | 48,1           | 61,6           | 60,6           | 60,6           | 67,9           | 52,5           | 64,4            | 58,4            | 65,6             | 702,6          |
| Record de pluie en 24 h (mm) date du record | 31 11/1/1993  | 32,4 26/2/1990  | 75,9 16/3/1982  | 34,5 9/4/1961  | 70,1 7/5/1983  | 77 20/6/1992   | 43,1 15/7/1958 | 63 6/8/1995    | 98 21/9/1993   | 48,8 10/10/2013 | 40,9 23/11/1984 | 32 4/12/1988     | 98 21/9/1993   |

| Diagramme climatique                                  |          |           |           |             |              |              |              |              |             |            |            |
| J                                                     | F        | M         | A         | M           | J            | J            | A            | S            | O           | N          | D          |
| 5,50,657,2                                            | 6,60,648 | 10,6357,7 | 144,548,1 | 17,98,261,6 | 20,710,660,6 | 23,412,560,6 | 23,412,467,9 | 19,610,152,5 | 14,97,364,4 | 9,33,658,4 | 5,91,365,6 |
| Moyennes : • Temp. maxi et mini °C • Précipitation mm |          |           |           |             |              |              |              |              |             |            |            |

## Climat à Laon
Une station à Laon est ouverte le 1er octobre 1988 à 78 m d'altitude 49,595703, 3,610372.

## Climat à Vervins
Vervins est soumise aux conditions climatiques de la Thiérache. La commune est située dans un climat océanique dégradé, comme toute la Picardie et la Thiérache. La proximité du massif ardennais fait que la région est aussi soumise à une influence continentale d'où la possibilité d'avoir des gelées tardives et une température moyenne de 9,5 °C mais cette influence s'amenuise en allant vers l'ouest de la région. L'hiver en Thiérache est ainsi humide mais en cas de chute de neige, celle-ci peut persister quelques jours. Dans la région de Vervins, il pleut en moyenne entre 800 millimètres et 900 millimètres d'eau par an.
La station climatique la plus proche est celle de Fontaine-lès-Vervins de 2,31 km de vol d'oiseau à l'ouest de la commune,.
| Mois                              | jan. | fév. | mars | avril | mai  | juin | jui. | août | sep. | oct. | nov. | déc. | année |
| --------------------------------- | ---- | ---- | ---- | ----- | ---- | ---- | ---- | ---- | ---- | ---- | ---- | ---- | ----- |
| Température minimale moyenne (°C) | −0,3 | −0,2 | 2,2  | 4,3   | 8,1  | 10,7 | 12,9 | 12,5 | 9,8  | 6,9  | 3,1  | 0,5  | 5,9   |
| Température moyenne (°C)          | 2,4  | 3,1  | 6,3  | 9,2   | 13,2 | 15,9 | 18,3 | 18   | 14,7 | 10,9 | 6,1  | 3,1  | 10,1  |
| Température maximale moyenne (°C) | 5,1  | 6,3  | 10,4 | 14,2  | 18,3 | 21,2 | 23,6 | 23,5 | 19,6 | 14,9 | 9    | 5,6  | 14,3  |
| Précipitations (mm)               | 83,7 | 67,1 | 76,8 | 59,9  | 72,5 | 70,2 | 76,6 | 79,1 | 64,8 | 79,2 | 83,7 | 94   | 907,6 |

| Diagramme climatique                                  |             |             |             |             |              |              |              |             |             |          |          |
| J                                                     | F           | M           | A           | M           | J            | J            | A            | S           | O           | N        | D        |
| 5,1−0,383,7                                           | 6,3−0,267,1 | 10,42,276,8 | 14,24,359,9 | 18,38,172,5 | 21,210,770,2 | 23,612,976,6 | 23,512,579,1 | 19,69,864,8 | 14,96,979,2 | 93,183,7 | 5,60,594 |
| Moyennes : • Temp. maxi et mini °C • Précipitation mm |             |             |             |             |              |              |              |             |             |          |          |

| Mois                                        | jan.            | fév.           | mars           | avril          | mai            | juin           | jui.           | août          | sep.           | oct.            | nov.             | déc.             |
| ------------------------------------------- | --------------- | -------------- | -------------- | -------------- | -------------- | -------------- | -------------- | ------------- | -------------- | --------------- | ---------------- | ---------------- |
| Record de froid (°C) date du record         | −19,5 17/1/1985 | −15 7/2/1991   | −8 1/3/2005    | −5 12/4/1986   | −1 3/5/1981    | 2 5/6/1991     | 3,8 1/7/1984   | 4,2 28/8/1986 | 2 5/9/1986     | −4,3 25/10/2003 | −10,3 22/11/1988 | −12,5 29/12/1996 |
| Record de chaleur (°C) date du record       | 15,5 5/1/1985   | 17,5 24/2/1990 | 21,7 17/3/2004 | 29 26/4/2007   | 32,2 27/5/2005 | 34,8 28/6/2011 | 36,5 2/7/2010  | 38 7/8/2003   | 31 3/9/2011    | 26 3/10/2011    | 18,8 11/11/1995  | 15 7/12/2000     |
| Record de pluie en 24 h (mm) date du record | 47,6 17/1/2007  | 33,2 26/2/1990 | 31,5 13/3/1980 | 27,2 26/4/1995 | 31,5 7/5/2004  | 50,2 2/6/1992  | 62,8 23/7/1988 | 94 6/8/1995   | 39,3 15/9/1986 | 38,2 31/10/1998 | 46,1 10/11/2002  | 40 20/12/1993    |